# كورهوغو
كورهوغو (بالفرنسية: Korhogo )‏ هي مدينة، ومنطقة في ساحل العاج، تقع في منطقة سافانا (ساحل العاج) ، وهي عاصمتها، بلغ عدد سكانها 4,978 نسمة وذلك حسب إحصائيات سنة 1922.

## الموقع
تشترك في الحدود مع:
- Ouangolodougou, Ivory Coast [الإنجليزية]‏.

## أعلام
- يوسف كوني